# Salem Ibrahim Al Rewani
Salem Ibrahim Al Rewani (Al Khums, 28 de fevereiro de 1977) é um ex-futebolista profissional líbio que atuava como meia e atacante.

## Carreira
Salem Ibrahim Al Rewani representou o elenco da Seleção Líbia de Futebol no Campeonato Africano das Nações de 2006.